# How Hip Hop Changed the World
How Hip Hop Changed the World es una película para televisión de documental de 2011, Sam Bridger estuvo a cargo de la dirección y también es uno de los productores, el elenco está conformado por M.K. Asante, Chip, Noel Clarke y Coltrane Curtis, entre otros. El filme fue realizado por Fresh One Productions, se estrenó el 12 de agosto de 2011.

## Sinopsis
Da a conocer los momentos determinantes de una cultura que se originó en la década de 1970, en la ciudad de Nueva York, y se transformó en una de las economías, políticas y fuerzas sociales de la actualidad.